# 地藏町站
地藏町站（日语：／ Jizōmachi eki */?）是位於日本愛媛縣伊予郡松前町，隸屬於伊予鐵道的鐵路車站。車站編號為IY32。本站是下行方向最後一個列車可交換車站，同時亦是實行定點班次時的交換車站。通過本站後，下行方向將進入伊予市範圍內，並與愛媛縣道22號並行。

## 車站結構
本站的站房為單層的木造站房，於1991年把舊站房重新改造而成。車站入口改設於轉角位置，部份外牆改以玻璃磚砌成，並且改成弧形，令整個車站大堂呈扇形。站務室座落於圓心角位置，除了一般的票務櫃位外，更設有資訊櫃位，提供機票及夜行巴士等與旅遊相關的售票服務。右側為設有IC卡感應器的開放式閘口和自動售票機；左側為候車大堂及側門，亦放置了自助售賣機。
現時設有側式月台2個，共提供2面2線的配置，有效長度為3輛，其中靠向新川站約2輛長度設有月台上蓋，並於各月台中央增設有無障礙斜道及入口。
開站時原只設有靠近站舍的1個側式月台，後來因採取15分鐘定點班次，原來的松前站並不能做到15分鐘內往返郡中港站，結果便在地藏町站加建了1個側式月台，作為新的交換車站，亦因為此，本站線道採用了在伊予鐵道中極少採用的避線設計，原來位於站舍旁的月台為主線道，而新設的月台為避線。月台間以設於末端靠向新川站的平交道連接。

### 月台配置
| 月台                  | 路線    | 方向 | 目的地     | 備註 |
| --------------------- | ------- | ---- | ---------- | ---- |
| 側式月台 （靠近站舍） | ■郡中線 | 上行 | 松山市方向 |      |
| 側式月台 （遠離站舍） | ■郡中線 | 下行 | 郡中港方向 |      |

## 歷史
- 1901年2月21日：開業。
- 1991年8月1日：加設下行側式月台，成為列車可交換車站。
- 2025年3月18日：伊予鐵內所有郊外鐵道線均可使用ICOCA及全國交通系IC卡[5][6][7]。

## 使用情況
| 年度   | 1日平均乗車人數 |
| ------ | --------------- |
| 2003年 | 533             |
| 2004年 | 530             |
| 2005年 | 514             |
| 2006年 | 564             |
| 2007年 | 556             |
| 2008年 | 579             |
| 2009年 | 554             |
| 2010年 | 536             |
| 2011年 | 552             |

## 相鄰車站
伊予鐵道
■ 郡中線
松前（IY31）－地藏町（IY32）－新川（IY33）

## 外部連結
- 伊予鐵道地藏町站公式網頁。（页面存档备份，存于）